# 鄺榮光

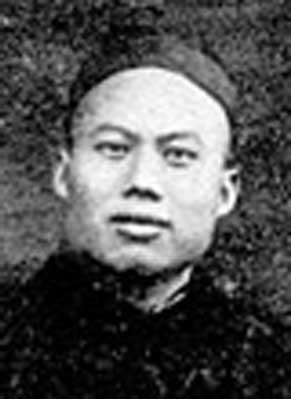

鄺榮光（1860年—1962年），廣東新寧人（今台山市），中國第一批矿冶工程师之一，湖南省湘潭煤矿的发现者。

## 生平
鄺榮光出生于1860年，祖籍是今台山市台城岭背蟹村。1872年，他12嵗時由清政府公派赴美国留学，成爲第一批中國留美幼童之一。 邝荣光的父亲當時为了便于同葡萄牙人做生意，从台山迁居靠近澳门的珠海北岭（今屬珠海市香洲區拱北街道）。起初得知朝廷公派留學消息后，邝荣光的父亲便毅然擕鄺榮光報名，並和其他家長一樣同政府立了下列字據：
兹有子邝荣光情愿赴宪局带往花旗国肄业，学习机艺回来之日，听从中国派遣，不得在外国逗留生理，倘有疾病生死，各安天命，此结是实。童男，邝荣光，年十岁，身瘦长面圆兼白，广东省新宁县人氏。

同治十一年三月十五日亲笔画押
1871年底，邝荣光等共計30名中國留美幼童在上海进预备学校，由容闳教授基本的英文会话和英文知识。1872年8月11日邝荣光等共30名中國留美幼童由监督陈兰彬、副监督容闳的率领下，从上海登船赴美国旧金山。這些幼童出發前在上海轮船招商总局门前合影留念。
到達美國后，根据美国康涅狄格州教育局的决定，邝荣光等中國留美幼童被分散到美国人的家中居住。1874年，經李鸿章授权，容闳在康涅狄格州首府哈特福德的柯林斯街兴建房屋以作为幼童出洋肄业局驻美总部。該房屋建成后，邝荣光等中國留美幼童搬入居住。中学毕业后，邝荣光选择了工科，后进入美国拉法叶学院攻读地矿专业。1881年，由於清政府下令召回所有留学生，邝荣光等中斷學業回國。
被召回国后，邝荣光被分配到河北省唐山開灤煤礦，成为采矿工程师，也是中国第一批矿冶工程师。此後他参与了许多煤矿的勘测工作，发现了湖南省湘潭煤矿。他绘制了《直隶省地质图》和《直隶省矿产图》，填补了中国矿产业的空白。他还培养了大批中国地质人才，促進了中国近代地质调查和科学研究工作。
1904年2月，日俄戰爭爆發。俄國戰败后，日俄双方于1905年9月5日签订了瓜分中国东北的《朴茨茅斯条约》，长春以南的中国东北地区南部被划入日本勢力範圍。乘此機會，日本人未向清政府申請便强占了本溪湖煤矿。1906年9月，清政府指令奉天省政府同日本进行外交交涉，周朝霖奉命到本溪照会日方，禁止日本人开采本溪湖煤矿。后来基於當時處境，中方提出与日方合办本溪湖煤矿。1909年，邝荣光第二次奉清政府之命到本溪湖勘察煤矿储量，与日方進行了针锋相对的辯論。1910年5月，中日双方在《中日合办本溪湖煤矿合同》上正式签字，中国争回本溪湖煤矿的一半矿权。
1962年，邝荣光在天津去世，享年102岁，是120名中國留美幼童中的最長寿者。

## 家庭
- 妻：賴婉嫦
- 長子：鄺培齡 - 長孫女：鄺慧貞
- 孫：邝徴祥 鄺徵原 鄺壽祥